# 다트니오이데스속
다트니오는 백미돔목에 속하는 다트니오이데스속(Datnioides)의 종들의 총칭이다. 다트니오이데스과(Datnioididae)의 유일속으로 농어목으로 분류하기도 한다. 남아시아와 동남아시아 그리고 뉴기니섬의 민물과 해안가 기수 지역 그리고 강과 강 어귀에서 발견된다.
거의 모든 종이 심각한 멸종위기에 처해있지만 관상어로써 기르거나 유통되기도 한다.

## 하위 종
- 뉴기니아다트니오(Datnioides campbelli) Whitley, 1939
- 세줄다트니오(3-band datnioides,Datnioides microlepis) Bleeker, 1854
- 다트니오 플러스원[2](Datnioides polota) (F. Hamilton, 1822)
- 샴호랑이고기(Datnioides pulcher) (Kottelat, 1998)
- 포버 다트니오(Datnioides undecimradiatus) (T. R. Roberts & Kottelat, 1994)